# Władysław Miniach
Władysław Miniach (ur. 24 grudnia 1920 w Starej Wsi, powiat drohiczyński, zm. 25 czerwca 2003 w Warszawie) – pułkownik pilot Sił Zbrojnych Polskiej Rzeczypospolitej Ludowej, wieloletni dowódca 36 Pułku Lotnictwa Specjalnego (1957-1975).

## Życiorys
W 1937 roku ukończył Uniwersytet Ludowy w Grzędzie koło Lwowa, pracował w sklepie kółka rolniczego. Po wkroczeniu Armii Czerwonej, a także podczas okupacji niemieckiej pracował w tartaku. Od 1942 wykonywał pracę skoszarowaną w Drohobyczu. We wrześniu 1944 rozpoczął służbę w ludowym Wojsku Polskim, w szkole podoficerskiej 4 Dywizji Piechoty. W listopadzie 1944 przeniesiony do Wojskowej Szkoły Lotniczej WP w Zamościu. Szkolenie lotnicze kontynuował w Wojskowej Szkole Pilotów w Dęblinie. W lipcu 1946 ukończył szkołę i został promowany do stopnia podporucznika. Pierwszy przydział służbowy otrzymał do 6 samodzielnej eskadry transportowej, która w lutym 1947 została przemianowana na 36 Pułk Lotnictwa Specjalnego w Warszawie. W 36 pułku był kolejno pilotem, starszym pilotem, dowódcą oddziału i dowódcą eskadry.
W latach 1950–1954 był oddelegowany do Polskich Linii Lotniczych LOT, gdzie był szefem personelu latającego. Jednocześnie był zastępcą dyrektora Zarządu Lotnictwa Cywilnego w Warszawie do spraw ruchu lotniczego. W styczniu 1955 roku powrócił do służby w 36 pułku na stanowisko zastępcy dowódcy do spraw lotniczych (1955-1957), a w lipcu 1957 został dowódcą pułku zapewniając transport lotniczy najważniejszych osób w PRL. Na stanowisku dowódcy pozostawał przez ponad 18 lat, do stycznia 1975 roku.
Pilot wojskowy pierwszej klasy, w powietrzu spędził ponad 7000 godzin na takich samolotach jak UT-2, Ił-2, C-47 Dakota, Li-2, Ił-12, Ił-14, Ił-18.

## Odznaczenia
- Order Sztandaru Pracy II klasy – 1961
- Krzyż Komandorski Orderu Odrodzenia Polski – 1970
- Krzyż Kawalerski Orderu Odrodzenia Polski – 1957
- Złoty Krzyż Zasługi – 1953
- Medal 10-lecia Polski Ludowej
- Medal 30-lecia Polski Ludowej
- Złoty Medal „Siły Zbrojne w Służbie Ojczyzny”
- Srebrny Medal „Siły Zbrojne w Służbie Ojczyzny”
- Brązowy Medal „Siły Zbrojne w Służbie Ojczyzny”
- Złoty Medal „Za Zasługi dla Obronności Kraju”
- Srebrny Medal „Za Zasługi dla Obronności Kraju”
- Brązowy Medal „Za Zasługi dla Obronności Kraju”
- Złota odznaka honorowa „Za Zasługi dla Warszawy” (1965)[1]
- inne odznaczenia wojskowe i resortowe